# Departament d'Amambay
El (XIII) departament d'Amambay és una subdivisió administrativa del Paraguai. La seva capital és la ciutat de Pedro Juan Caballero.
Segons dades del 2002, té una població de 153.876 habitants.